# Mobicarte
La Mobicarte est un service de téléphonie mobile prépayé d'Orange ; cela a été la première offre de pré-paiement mobile rechargeable en France[réf. nécessaire], le service a été ouvert en mars 1997 par Itineris racheté par Orange le 21 juin 2001. Il existe toujours aujourd'hui. Il a été conçu par France Telecom R&D (aujourd'hui Orange Labs). 

## Description de l'offre
C’est une ligne téléphonique mobile prépayée, sans engagement qu'on peut recharger au moyen de recharges de différents montants de crédit, distribués dans le même réseau que les télécartes alors encore en service. Mobicarte permet d’appeler, d’envoyer des SMS/MMS, surfer sur internet, de  se connecter à des réseaux sociaux ou encore d’appeler vers l’international. La ligne est valable 6 mois, et elle est prolongée à chaque rechargement (de 1 à 6 mois selon la recharge choisie).